# Barão de Melgaço
Barão de Melgaço è un comune del Brasile nello Stato del Mato Grosso, parte della mesoregione del Centro-Sul Mato-Grossense e della microregione dell'Alto Pantanal.